# RPM (magazine)
Pour les articles homonymes, voir RPM.
RPM était une publication de l'industrie musicale canadienne concernant le hit-parade des chansons et des albums au Canada. La publication fut créée par Walt Grealis en février 1964, soutenue à travers son existence par le gérant de maison d'édition Stan Klees. RPM a cessé ses activités en novembre 2000.
RPM signifie Records, Promotion, Music. Le magazine s'est appelé RPM Weekly ou RPM Magazine selon l'époque.

## Prix RPM
Les Juno Awards tiennent leur origine d'une étude annuelle, les RPM Gold Leaf Awards, dirigés par RPM depuis l'année de leur création. Les lecteurs du magazine élisaient leurs artistes et leurs compagnies préférées, réparties en catégories.
Les RPM Awards sont supprimés à l'occasion de leur transformation en une cérémonie officielle, les Juno Awards, en 1970.

### Récompenses RPM de 1964
Les RPM Awards pour 1964 sont annoncés dans l'édition du 28 décembre 1964 :
- Meilleur chanteur: Terry Black
- Meilleure chanteuse: Shirley Matthews
- Meilleur chanteur en devenir: Jack London
- Meilleure chanteuse en devenir: Linda Layne
- Meilleur groupe vocal et instrumental: The Esquires[3]
- Meilleur groupe avec une chanteuse: Girlfriends
- Meilleur groupe instrumental: Wes Dakus
- Meilleur groupe de folk: The Courriers[4]
- Meilleur chanteur de country : Gary Buck
- Meilleure chanteuse de country : Pat Hervey
- Homme de l'année dans l'industrie musicale : Johnny Murphy de Cashbox Canada
- Meilleure maison d'édition : Capitol Records of Canada
- Meilleure maison d'édition pour le Canada : Capitol Records of Canada
- Meilleur promoteur de vente sur le plan national : Paul White, Capitol Records of Canada
- Meilleur promoteur de vente sur le plan régional : Ed Lawson, Quality Records
- Meilleur album de l'année (GMP) : That Girl de Phyllis Marshall

Une note en page 6 de l'édition indique que le vainqueur du vote pour la meilleure maison d'édition pour le Canada est disqualifiée pour un conflit d'intérêts impliquant un employé de la maison d'édition, travaillant aussi pour RPM. Le Prix revient donc au deuxième sur la liste, soit Capitol Records.

### Récompenses RPM de 1965
Les Prix RPM annuels de 1965 sont annoncés dans l'édition du 17 janvier, avec cette fois un plus grand nombre de catégories pour la musique country :
- Meilleur chanteur : Bobby Curtola
- Meilleure chanteuse : Catherine McKinnon
- Meilleur chanteur en devenir : Barry Allen
- Meilleure chanteuse en devenir : Debbie Lori Kaye
- Meilleur groupe vocal et instrumental : The Guess Who
- Meilleur groupe avec une chanteuse féminine : Girlfriends
- Meilleur groupe instrumental : Wes Dakus
- Meilleur groupe de folk : Malka and Joso
- Meilleur chanteur de folk : Gordon Lightfoot
- Meilleur single produit : "My Girl Sloopy", Little Caesar and the Consuls
- Meilleur album produit : Voice of an Angel
- Meilleur chanteur de country : Gary Buck
- Meilleure chanteuse de country : Dianne Leigh
- Meilleur chanteur de country en devenir : Angus Walker
- Meilleure chanteuse de country en devenir : Sharon Strong
- Meilleur groupe vocal et instrumental de country : Rhythm Pals
- Meilleur instrumentaliste de country : Roy Penney
- Meilleur animateur de radio country : Al Fisher, CFGM Toronto
- Meilleur disc jockey canadien : Chuck Benson, CKYL Peace River
- Meilleure maison d'édition : Capitol Records of Canada
- Meilleure maison d'édition pour le Canada : Capitol Records of Canada
- Meilleur promoteur de vente sur le plan national : Paul White, Capitol Records of Canada
- Meilleur promoteur de vente sur le plan régional : Charlie Camilleri, Quality Records